# Carex bijiangensis
Carex bijiangensis är en halvgräsart som beskrevs av S.Yun Liang och S.R.Zhang. Carex bijiangensis ingår i släktet starrar, och familjen halvgräs. Inga underarter finns listade i Catalogue of Life.